# Список эпизодов телесериала «Салем»
Список эпизодов американского телесериала «Салем» в жанре исторического фэнтези, созданного Адамом Саймоном и Брэнноном Брагой. Сериал, в котором главные роли исполняют Джанет Монтгомери и Шейн Уэст, вдохновлён в действительности происходящими судебными процессами над салемскими ведьмами в конце XVII века.

## Обзор сезонов
| Сезоны | Сезоны | Эпизоды | Оригинальная дата показа | Оригинальная дата показа |
| Сезоны | Сезоны | Эпизоды | Премьера сезона          | Финал сезона             |
| ------ | ------ | ------- | ------------------------ | ------------------------ |
|        | 1      | 13      | 20 апреля 2014           | 13 июля 2014             |
|        | 2      | 13      | 5 апреля 2015            | 28 июня 2015             |
|        | 3      | 10      | 2 октября 2016           | 25 января 2017           |

## Список серий

### Сезон 1 (2014)
| № общий | № в сезоне | Название                                               | Режиссёр             | Автор сценария                  | Дата премьеры  | Зрители в США (млн) |
| --- | ---------- | ------------------------------------------------------ | -------------------- | ------------------------------- | -------------- | ------------------- |
| 1 | 1          | «The Vow» «Клятва»                                     | Ричард Шепард        | Брэннон Брага и Адам Саймон     | 20 апреля 2014 | 1,521               |
| Мэри — молодая, незамужняя девушка, забеременевшая от Джона Олдена в пуританском городке Салем. Поверив в смерть Джона на войне, она стоит перед выбором: либо быть закованной в колодки и получить клеймо на лбу, либо отдать ребёнка дьяволу. Выбрав последнее, Мэри выходит замуж за самого богатого и влиятельного члена городского управления Джорджа Сибли, которого порабощает и отнимает могущество и силу. Преподобный Коттон Мэзер пытается остановить ведьм от порабощения Америки, убивая их. Джон возвращается домой и наблюдает охоту на ведьм, в то время как Мэри с помощью судебных процессов стравливает пуритан друг против друга, тем самым пытаясь захватить власть над Салемом. |            |                                                        |                      |                                 |                |                     |
| 2 | 2          | «The Stone Child» «Каменное дитя»                      | Дэвид фон Анкен      | Брэннон Брага и Адам Саймон     | 27 апреля 2014 | 0,774               |
| Олден выясняет, что на самом деле происходит в Салеме, когда боязнь ведьм вспыхивает ещё сильнее. Мэри вспоминает ночь, когда она убила их с Джоном ребёнка. |            |                                                        |                      |                                 |                |                     |
| 3 | 3          | «In Vain» «Тщетность»                                  | Алекс Закржевский    | Элизабет Сарнофф и Тришиа Смолл | 4 мая 2014     | 0,440               |
| Мэри узнаёт, что Джон и Айзек прервали ведьмин обряд. После заключения Айзека в тюрьму Мэри давит на магистрата Хэйла, требуя прекратить действовать за её спиной. |            |                                                        |                      |                                 |                |                     |
| 4 | 4          | «Survivors» «Выжившие»                                 | Дэвид фон Анкен      | Джон Хэрмон Фельдман            | 11 мая 2014    | 0,429               |
| Мерси освобождает себя от заклятия Мэри, вырезав её фамильяр из своего живота. Джон опять мешает ведьминым планам. |            |                                                        |                      |                                 |                |                     |
| 5 | 5          | «Lies» «Ложь»                                          | Серджо Мимика-Геззан | Тришиа Смолл и Элизабет Сарнофф | 18 мая 2014    | 0,500               |
| Роза пытается избавиться от Джона, узнав его тайну с войны, не без помощи Титубы, которая пытается заполучить силу Мэри. |            |                                                        |                      |                                 |                |                     |
| 6 | 6          | «The Red Rose and the Briar» «Красная роза и шиповник» | П. Дж. Пеше          | Джо Меноски и Адам Саймон       | 25 мая 2014    | 0,476               |
| Главной ведьме, Розе, перерезает горло ученица Мэри Мерси Льюис. Мэри оказывается наверху иерархии. |            |                                                        |                      |                                 |                |                     |
| 7 | 7          | «Our Own Private America» «Наша собственная Америка»   | Дэвид фон Анкен      | Адам Саймон и Брэннон Брага     | 1 июня 2014    | 0,537               |
| Джон узнаёт мир грёз, а Мэри обнаруживает прежние чувства к Джону. |            |                                                        |                      |                                 |                |                     |
| 8 | 8          | «Departures» «Отбытие»                                 | Алекс Закржевский    | Джон Хэрмон Фельдман            | 8 июня 2014    | 0,574               |
| Преподобный Инкриз Мэзер возобновляет охоту на ведьм. Джордж Сибли освобождает своё тело от фамильяра, после чего оказывается под присмотром Инкриза, тем самым ставя под угрозу жизнь Мэри. |            |                                                        |                      |                                 |                |                     |
| 9 | 9          | «Children Be Afraid» «Бойтесь, дети»                   | Дэвид Гроссман       | Элизабет Сарнофф и Тришиа Смолл | 15 июня 2014   | 0,490               |
| Мерси заставляет Джорджа Сибли снова замолчать, а также разоблачает Титубу в колдовстве, после чего ту арестовывают, а Мэри уходит от подозрения. |            |                                                        |                      |                                 |                |                     |
| 10 | 10         | «The House of Pain» «Дом боли»                         | Дэвид фон Анкен      | Адам Саймон и Джо Меноски       | 22 июня 2014   | 0,465               |
| Титуба предаёт Мэри и Мерси, назвав их имена Инкризу, чтобы остановить пытки, после чего Инкриз приказывает арестовать Джона Олдена за колдовство. |            |                                                        |                      |                                 |                |                     |
| 11 | 11         | «Cat and Mouse» «Кошки-мышки»                          | Тришиа Брок          | Джон Хэрмон Фельдман            | 29 июня 2014   | 0,591               |
| Мэри пытается убить Инкриза, пока тот пытается выяснить слабости Мэри. Магистрат Хэйл говорит своей дочери Энн, что она тоже ведьма. |            |                                                        |                      |                                 |                |                     |
| 12 | 12         | «Ashes, Ashes» «Прах к праху»                          | Билл Джонсон         | Брэннон Брага и Адам Саймон     | 6 июля 2014    | 0,363               |
| Инкриз выступает в качестве обвинителя Джона, а Коттон — защитника. Подружки Мерси свидетельствуют против Джона из-за шантажа Инкриза, но последний всё равно их казнит. Инкриз обвиняет Джона в предательстве и убийствах, рассказав о том, как много лет назад Джон убил своих сослуживцев из Новой Англии после того, как те без причины устроили бойню безоружного племени Могавк, которое перед этим спасло Джону жизнь в его битве против индейцев. |            |                                                        |                      |                                 |                |                     |
| 13 | 13         | «All Fall Down» «Все падут»                            | Дэвид фон Анкен      | Брэннон Брага и Адам Саймон     | 13 июля 2014   | 0,432               |
| Коттон Мэзер убивает Инкриза, из-за чего начинается массовая смерть под предводительством Мерси. Мэри воссоединяется с её и Джона ребёнком, которого ранее считала мёртвым. |            |                                                        |                      |                                 |                |                     |

### Сезон 2 (2015)
| № общий | № в сезоне | Название                                                 | Режиссёр          | Автор сценария                 | Дата премьеры  | Зрители в США (млн) |
| --- | ---------- | -------------------------------------------------------- | ----------------- | ------------------------------ | -------------- | ------------------- |
| 14 | 1          | «Cry Havoc» «Ужас хаоса»                                 | Ник Копус         | Брэннон Брага и Адам Саймон    | 5 апреля 2015  | 0,510               |
| С помощью индейцев Джону удается скрываться от Мэри. Он готовится мстить, заручившись поддержкой индейских духов и ступив на дорогу смерти. Мерси тщетно пытается завоевать уважение у древних ведьм в лесу, но когда они ее оскорбляют и отказывают ей в лидерстве - она убивает их. Мэри предлагает Энн свою помощь в новообретенными дарами и защиту. Хотторн, житель Салема пытается сдвинуть Мэри с поста самопровозглашенного лидера, но собрание прерывает прибытие доктора, ищущего научное объяснение салемской чуме - ключом к лекарству может быть выживший в диком лесу Айзек. Сын Мэри выбирает себе имя "Джон", как у отца. Коттона допрашивают и запрещают возвращаться в Салем. Мерси и ее ковен объявляют войну Салему. |            |                                                          |                   |                                |                |                     |
| 15 | 2          | «Blood Kiss» «Кровавый поцелуй»                          | Аллан Аркуш       | Брэннон Брага и Адам Саймон    | 12 апреля 2015 | 0,376               |
| Охотники по наводке Мэри находят и сжигают ковен Мерси вместе с ней на старой каменоломне. Мэри намерена убить Айзека чтоб он ее не выдал, но передумывает, когда Айзек, как оказывается, не понимает, что стал виновником чумы и все еще не подозревает Мэри. Как Мэри и предсказывала, осиротевшая Энн получает предложение брака от Хотторна и едва не теряет контроль над собой. Она хочет уехать, но Титуба уговаривает ее задержаться и поучиться у Мэри. Энн обращается за помощью к Коттону и знакомится с графиней Контесс. Контесс (она же графиня Батори) сама ведьма и ей интересен великий обряд. По приказу Мэри тела умерших от чумы сбрасывают в каменоломню, что запустит еще больше смертей под пролетающую комету. Джон, заручившись поддержкой духов индейцев и их реликвий, возвращается в Салем. Обожженная Мерси возвращается домой.                   |            |                                                          |                   |                                |                |                     |
| 16 | 3          | «From Within» «Изнутри»                                  | Алекс Закржевский | Келли Содерс и Брайан Питерсон | 19 апреля 2015 | 0,495               |
| Городу необходим судья и Мэри должна вмешаться, пока Хотторн не захватил власть единолично. Энн и Котторн возвращаются в Салем. Сожженные ведьмы из ковена Мерси воскресают и заявляются за местью, отравив воду в доме Сибли. Мэри сближается с доктором. Чтоб сохранить власть в городе, Мэри необходимо представить совету невредимого мужа. Ей удается убедить Сибли подыграть. На должность нового судьи Мэри хочет поставить ведьмака Корвена, но того некстати ловит Джон - должность получает Хотторн. Коттон и Энни не без боя прорываются в Салем. Через лимб Контесс удается дотянуться до Мэри и чертовски ее напугать. |            |                                                          |                   |                                |                |                     |
| 17 | 4          | «Book of Shadows» «Книга теней»                          | Аллан Крокер      | Джо Меноски и Адам Саймон      | 26 апреля 2015 | 0,331               |
| Титуба убеждает Мэри убить Энн, пока та еще не до конца осознала свои силы, вместо этого Мэри решает ее обучать. Возвращение Коттона не нравится жителям города, но он находит общий язык с доктором. Коттон догадывается, что Айзек выпустил чуму, когда тот так вовремя пропадает, похищенный Мерси и ее подручной Долли. Труп Корвена дает Мэри возможность обвинять Хотторна в несостоятельности как судью. Титуба получает глаза ведьмака Петроса, что мог бы опознать Джона, но держит это в секрете от Мэри. Энн заводит собственную "Книгу теней" (через нее за ней следит Мэри) и получает фамильяра-мышь. Колдовской ритуал выводит ведьм на Джона, но тот пока невидим для них. Мэри и Энн наводят чары на сточную воду, защищаясь от Контесс, и хоть Энн клялась никому не причинять вреда, ей приходится убить живое существо. Мэри вступает в связь с доктором. |            |                                                          |                   |                                |                |                     |
| 18 | 5          | «The Wine Dark Sea» «Тёмное вино»                        | Питер Уэллер      | Тури Мейер и Аль Септейн       | 3 мая 2015     | 0,334               |
| Контесс, лишенная магического взгляда, решает лично отправиться в Салем. Хотторн досаждает Энн со свадьбой и угрожает обвинить ее в колдовстве, если та не согласится. Энн вынуждена обратиться за помощью к Мэри: та убеждает Энн околдовать Коттона и выйти за него. Энн вынуждена совершить ритуал, когда Коттон не в силах сделать ей предложение. Мерси использует Айзека в ритуале, чему противится влюбленная в него Долли, помогая Айзеку сбежать. Мэри находит общий язык со своим мужем, им приходится действовать сообща для сохранения власти в Салеме. Мэри пытается помешать приезду Контесс, но у нее ничего не выходит: к тому же, могущественные ведьмы не готовы объединиться против общего врага, не уступая друг другу финальное главенство. Для демонстрации своей силы Контесс убивает мужа Мэри.                                                       |            |                                                          |                   |                                |                |                     |
| 19 | 6          | «Ill Met by Moonlight» «К добру ли эта встреча при луне» | Ник Копус         | Брайан Питерсон и Келли Содерс | 10 мая 2015    | 0,245               |
| Мэри в секунду теряет все свое влияние, но ей удается пока скрывать это в тайне. Коттон вступает в драку с Хотторном за честь Энн, из-за чего их обоих бросают за решетку. Контесс прибывает как благодетельница Салема, заводя новые знакомства и заручаясь дружбой и влиянием. Долли и Айзек намерены сбежать, но их ловят люди Контесс. Графиня использует кровь Долли для ванны Мерси, возвращая той красоту - теперь девушка будет заманивать для графини детей. Сын Контесс Себастьян имеет на Мэри далеко идущие планы. Мэри ищет возможность убить могущественную графиню, для чего раскапывает могилу Инкриза Коттона. |            |                                                          |                   |                                |                |                     |
| 20 | 7          | «The Beckoning Fair One» «Манящая»                       | Джо Данте         | Донна Торлэнд и Адам Саймон    | 17 мая 2015    | 0,321               |
| Инкриз Коттон готов помочь Мэри убить старшую ведьму, с которой у него уже были схватки раньше. Мэри устраивает званый ужин чтоб отвлечь Контесс и дать Инкризу осмотреть корабль в поиске проклятого предмета, продлевающего ее жизнь, в то время как та использует Энн чтоб обнаружить ведьмовскую книгу ее отца. Титуба ловит Джона. Весь свет Салема собирается на званом ужине в доме Мэри, где Коттон делает предложение Энн. На ужин забегает сын Мэри, ей приходится рассказать всем придуманную легенду. Доктор и Коттон проводят вскрытие одного из тел, подверженного чуме. Графиня чувствует с маленьком Джоне силу и понимает, что он - необходимая жертва для великого ритуала, вместилище дьявола. |            |                                                          |                   |                                |                |                     |
| 21 | 8          | «Dead Birds» «Мёртвые птицы»                             | Алекс Калимниос   | Джо Меноски и Адам Саймон      | 24 мая 2015    | 0,310               |
| Инкриз требует у Мэри возможность поговорить с сыном, взамен рассказывая больше о Контесс, одной из первых ведьм, и о ее возрождающем саркофаге. Энн отказывается отдать книгу своего отца и, внезапно осознав свои силы, дает отпор Себастьяну и сама открывает книгу. Доктор и Коттон посещают каменоломню, где заключенная в телах желчь образовала черную топь, прожигая землю на манер портала. Не в силах найти научного объяснения, доктор готов согласиться с рукотворностью чумы и существованием ведьм, он готов следовать за Мэри и ее знаниями. Мерси обманом выманивает малыша Джона из дома и приводит его к Контесс. Инкриз успевает пообщаться с сыном и сообщить Мэри, что корабль Контесс и есть ее саркофаг. |            |                                                          |                   |                                |                |                     |
| 22 | 9          | «Wages of Sin» «Плата за грех»                           | Дэвид Гроссман    | Аль Септейн и Тури Мейер       | 31 мая 2015    | 0,394               |
| Доктор по приказу Мэри уничтожает все свои труды, что могли бы как-то указывать на причастность ее к чуме. Контесс говорит Мэри, что ее сын должен стать вместилищем дьявола. Хотторн требует от Коттона покинуть Салем, единственное что может помочь ему остаться это подтверждение его слов о ведьмах доктором, но тот теперь на стороне Мэри и все отрицает. Впрочем, доктору не удается отговорить Хотторна от посещения каменоломни лично, однако они там ничего не находят. Ревнивый Себастьян убивает доктора, столкнув его в портал, взамен обещая Мэри помочь. Мэри узнает, что Джон жив, освобождает его и рассказывает правду о сыне и о себе. Хотторн высылает Коттона из Салема, нанимая людей убить его по пути. Энн находит в книге послания своего отца специально для нее, обучающие ее искусству ведьмовства.                                              |            |                                                          |                   |                                |                |                     |
| 23 | 10         | «Til Death Do Us Part» «Пока смерть не разлучит нас»     | Тим Эндрю         | Келли Содерс и Брайан Питерсон | 7 июня 2015    | 0,284               |
| Коттона в последнее мгновение спасает Джон, тот нужен ему для проведения экзорцизма над ребенком. Контесс совершает последние приготовления. Себастьян, который в свое время не стал избранным сосудом, намерен помочь Мэри спасти сына. Коттон и Энн произносят брачные клятвы. Мэри использует технику проекций, одновременно находясь на церемонии и исследуя корабль в поисках уязвимого места Контенс, и находит ее первоначальное тело. Контенс и Мэри встречаются в лесу, где Джон спасает мальчика. Освобожденный на корабле Айзек оплакивает Долли. Хотторн арестовывает Мэри по обвинению в блуде, по просьбе Контенс. |            |                                                          |                   |                                |                |                     |
| 24 | 11         | «On Earth As In Hell» «На земле как в аду»               | Ник Копус         | Джо Меноски и Адам Саймон      | 14 июня 2015   | 0,314               |
| 25 | 12         | «Midnight Never Come» «Полночь не наступит никогда»      | Алекс Закржевский | Донна Торлэнд и Адам Саймон    | 21 июня 2015   | 0,318               |
| 26 | 13         | «The Witching Hour» «Час колдовства»                     | Брэннон Брага     | Адам Саймон                    | 28 июня 2015   | 0,337               |

### Сезон 3 (2016-17)
| № общий | № в сезоне | Название                                                    | Режиссёр       | Автор сценария                 | Дата премьеры   | Зрители в США (млн) |
| --- | ---------- | ----------------------------------------------------------- | -------------- | ------------------------------ | --------------- | ------------------- |
| 27 | 1          | «After the Fall» «После падения»                            | Ник Копус      | Брэннон Брага и Адам Саймон    | 2 ноября 2016   | 0,272               |
| 28 | 2          | «The Heart Is a Devil» «Сердце — дьявол»                    | Тим Эндрю      | Адам Саймон                    | 9 ноября 2016   | 0,212               |
| 29 | 3          | «The Reckoning» «Расплата»                                  | Уэйн Йип       | Келли Содерс и Брайан Питерсон | 16 ноября 2016  | 0,295               |
| 30 | 4          | «Night's Black Agents» «Чёрные агенты ночи»                 | Джо Данте      | Джо Меноски и Донна Торлэнд    | 30 ноября 2016  | 0,270               |
| 31 | 5          | «The Witch is Back» «Ведьма вернулась»                      | Ник Копус      | Адам Саймон                    | 7 декабря 2016  | 0,257               |
| 32 | 6          | «Wednesday's Child» «Дитя среды»                            | Питер Уэллер   | Донна Торлэнд и Адам Саймон    | 14 декабря 2016 | 0,286               |
| 33 | 7          | «The Man Who Was Thursday» «Человек, который был четвергом» | Дженнифер Линч | Брайан Питерсон и Келли Содерс | 4 января 2017   | 0,259               |
| 34 | 8          | «Friday's Knights» «Рыцари пятницы»                         | Ник Копус      | Адам Саймон и Донна Торлэнд    | 11 января 2017  | 0,268               |
| 35 | 9          | «Saturday Morning» «Субботнее утро»                         | Дженнифер Линч | Келли Содерс и Брайан Питерсон | 18 января 2017  | 0,236               |
| 36 | 10         | «Black Sunday» «Чёрное воскресенье»                         | Брэннон Брага  | Адам Сймон                     | 25 января 2017  | 0,233               |
| Энн, заключая различные сделки со всеми основными героями, добивается своей потаенной цели. Коттон добровольно спускается в ад, защищая души жителей Салема. Энн убивает графиню, что всеми силами стремилась соединиться с дьяволом, и самого дьявола: цель Энн отстрочить его воплощение, убрать Мэри из уравнения, и теперь ее нерожденный сын станет новым вместилищем для дьявола, а Энн останется его единственной невестой. Мерси и Хотторн тоже погибают от ее руки. В живых остаются Джон и Мэри, которым Энн позволяет покинуть город. Жители Салема растеряны и не знают, что делать дальше - но на собрании Энн вдохновляет всех своим обещанием заботы о городе и уничтожению напастей ведьм, перенимая бразды правления так же, как однажды в свое время контроль над городом захватила Мэри Сибли. |            |                                                             |                |                                |                 |                     |